# Remo na Universíada de Verão de 2025

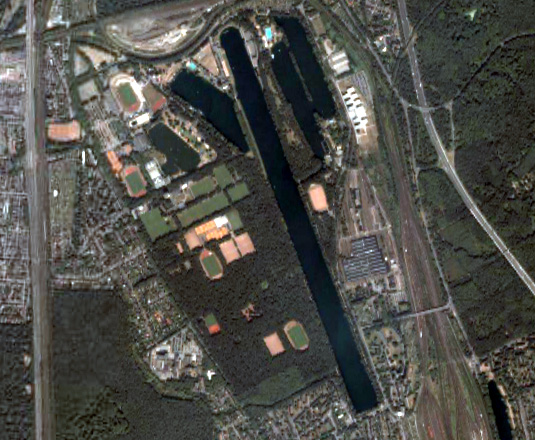
Visão de satélite do lago, em 2006.

O remo na Universíada de Verão de 2025 foi disputado no lago artificial Wedau, em Duisburgo, na Alemanha, entre 25 e 27 de julho de 2025.

## Calendário
| Remo | Julho | Julho | Julho | Julho | Julho | Julho | Julho | Julho | Julho | Julho | Julho | Julho | Eventos |
| Remo | 16    | 17    | 18    | 19    | 20    | 21    | 22    | 23    | 24    | 25    | 26    | 27    | Eventos |
| ---- | ----- | ----- | ----- | ----- | ----- | ----- | ----- | ----- | ----- | ----- | ----- | ----- | ------- |
|      |       |       |       |       |       |       |       |       |       |       |       | 11    | 11      |

|  | Dia de competição |  | Dia de final |

## Medalhistas

### Masculino
| Evento        | Ouro              | Prata                      | Bronze               |
| ------------- | ----------------- | -------------------------- | -------------------- |
| Skiff simples | ROU Ivan Corsunov | GBR Joshua Jennison Knight | LTU Arnedas Kelmelis |
| Skiff duplo   | NED Países Baixos | CRO Croácia                | ITA Itália           |
| Dois sem      | LTU Lituânia      | ITA Itália                 | GBR Grã-Bretanha     |
| Quatro sem    | NED Países Baixos | ITA Itália                 | CZE Chéquia          |
| Oito com      | GER Alemanha      | POL Polônia                | NED Países Baixos    |

### Feminino
| Evento        | Ouro                 | Prata                | Bronze             |
| ------------- | -------------------- | -------------------- | ------------------ |
| Skiff simples | CZE Anna Santruckova | GER Alexandra Föster | TUR Elis Ozbay     |
| Skiff duplo   | ITA Itália           | NED Países Baixos    | POL Polônia        |
| Dois sem      | LTU Lituânia         | RSA África do Sul    | NZL Nova Zelândia  |
| Quatro sem    | GBR Grã-Bretanha     | GER Alemanha         | NED Países Baixos  |
| Oito com      | GBR Grã-Bretanha     | NED Países Baixos    | USA Estados Unidos |

### Misto
| Evento          | Ouro       | Prata        | Bronze       |
| --------------- | ---------- | ------------ | ------------ |
| Skiff quádruplo | ITA Itália | GER Alemanha | LTU Lituânia |

## Quadro de Medalhas
| Atualizado em 22h 22min de 31 de julho de 2025 (UTC) | v d e |

| Ordem | País               | Medalha de ouro | Medalha de prata | Medalha de bronze |   |
| ----- | ------------------ | --------------- | ---------------- | ----------------- | - |
| 1     | GBR Grã-Bretanha   | 3               | 1                | 1                 | 5 |
| 2     | NED Países Baixos  | 2               | 2                | 2                 | 6 |
| 3     | ITA Itália         | 2               | 2                | 1                 | 5 |
| 4     | LTU Lituânia       | 2               |                  | 2                 | 4 |
| 5     | CZE Chéquia        | 1               |                  | 1                 | 2 |
| 6     | MDA Moldávia       | 1               |                  |                   | 1 |
| 7     | GER Alemanha       |                 | 3                |                   | 3 |
| 8     | POL Polônia        |                 | 1                | 1                 | 2 |
| 9     | CRO Croácia        |                 | 1                |                   | 1 |
| 9     | RSA África do Sul  |                 | 1                |                   | 1 |
| 11    | NZL Nova Zelândia  |                 |                  | 1                 | 1 |
| 11    | TUR Turquia        |                 |                  | 1                 | 1 |
| 11    | USA Estados Unidos |                 |                  | 1                 | 1 |